# Paolo Giustiniani
Paolo Giustiniani (Venècia, 15 de juny de 1476 – Monte Soratte, Roma, 28 de juny de 1528) fou un monjo camaldulenc italià, fundador de la congregació dels Eremites Camaldulesos de Monte Corona, que es va separar de l'Orde de la Camàldula i va esdevenir-ne un de propi.

## Biografia
Era membre de la noble família Giustiniani de Venècia i va néixer-hi en 1476, fill de Francesco Giustiniani i Paola Malipiero. Va estudiar teologia i filosofia a la Universitat de Pàdua; en acabar, el 1507 va fer un pelegrinatge a Terra Santa i en tornar va voler seguir la vida religiosa. Ingressà el 1510 a l'Orde de la Camàldula; el superior de l'orde, Pietro Delfino, va demanar-li ajut per acabar amb els abusos i irregularitats que hi havia en algunes comunitats de l'orde, ocasionades per l'autonomia de cada casa i la manca d'autoritat del prior general. Especialment, la branca conventual (de vida cenobítica) s'havia relaxat en l'aplicació de la regla. En 1513, Lleó X, a instància de Giustiniani i Delfino, va convocar un capítol general dels camaldulesos que decidí la creació de la congregació unida del Sacre Eremitori i de San Michele de Murano, amb priors generals temporals i amb equilibri entre les branques conventual i eremítica.
El 1516 fou elegit prior de l'eremitori de Camaldoli fins al 1520, i el 1518 fou ordenat sacerdot. Desitjant un tipus de vida més eremític i fidel a la primitiva regla de l'orde, va obtenir de Lleó X el permís de fundar altres comunitats, a les quals se seguia la regla original de Sant Romuald. Lleó X li concedí i li permeté que fundés una congregació diferenciada, exempta de la jurisdicció del general camaldulès i amb constitucions pròpies, denominada Companyia d'Eremites de Sant Romuald, que més tard seria la Congregació dels Eremites Camaldulesos de Monte Corona, que era considerada com l'expressió més fidel del carisma original de l'orde.
En tornar de Roma amb l'autorització, Giustiniani renuncià al càrrec de prior i amb un company, Oliverio da Cortona, anà a cercar la guia espiritual d'un eremita que vivia a Monte Corona, prop de Perusa. Amb aquest i un dominic, van anar a viure en solitud a un lloc dels Apenins, Pascialupo, on visqueren en una capella i fundaren, en 1521, l'eremitori de Monte Cucco. Giustiniani hi restà sol amb el monjo camaldulès que l'havia acompanyat, ja que els altres dos companys no volgueren adoptar la regla de Sant Romuald. Els monjos de Camaldoli li demanaren que estigués més a prop seu i aviat es traslladà a una ermita prop de Massaccio, on se li uniren altres monjos de Camaldoli. A aquests primers eremitoris seguiren els de Cupramontana, San Leonardo de Monte Volubrio (diòcesi de Fermo) i San Benedetto de Monte Conero, prop d'Ancona.
En 1522, Giustiniani redactà les constitucions de la nova congregació, que consistien en l'aplicació rigorosa de la regla original, modificant només l'hàbit, que escurçava la túnica i l'escapulari, fent que només arribessin una mica per sota els genolls, amb una caputxa en comptes de cogulla i un sobrepellís curt al coll.
En 1523, l'orde va reconèixer la congregació de Monte Corona com a independent, mantenint-se en la família camaldulesa, i el 1524 tingué lloc el primer capítol dels quatre eremitoris de la congregació, que elegí el fundador com a prior general. En 1527 anà a Roma per assumptes de l'orde i fou fet presoner, al maig, pels soldats de l'exèrcit de Carles V que ocupaven la ciutat; amb Gaietà de Thiene, també presoner, fou torturat, però alliberat en no tenir cap possessió i tornà a Venècia, primer, i a Massaccio. En 1528 tornà a Roma i visitè el papa, obtenint la confirmació d'alguns privilegis de l'orde. A Viterbo va contraure la pesta; mal guarit, va anar a San Silvestro de Monte Soratte, prop de Roma, antiga abadia benedictina que havia estat donada als eremites de Monte Corona. Hi va morir el 28 de juny d'aquell any.
Fou succeït al cap de la congregació per Agostino di Basciano.

## Veneració
Fou sebollit a la cripta de San Silvestro. Perdudes durant l'abandonament de l'eremitori, les restes van ésser-hi retrobades en 1932. Tot i no haver estat mai beatificat formalment, des de la seva mort ha estat tingut per sant i se l'ha qualificat com a beat, permetent-se'n el culte al si del seu orde.